# Honda Gyro
Honda Gyro – seria skuterów produkowanych przez Hondę od 1982 roku, przeznaczonych głównie do celów dostawczych.
Nazwa modelu jest akronimem od Great Your Recreation Original.

## Galeria

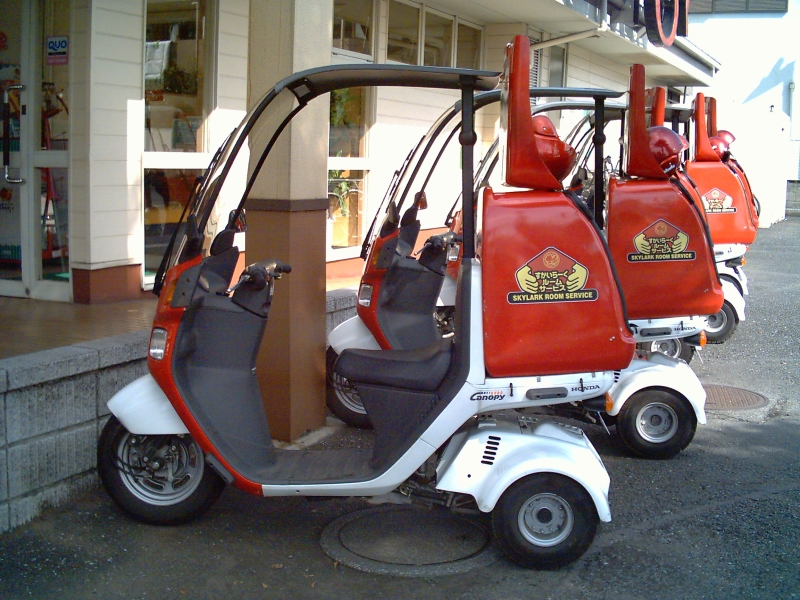
Honda Gyro Canopy
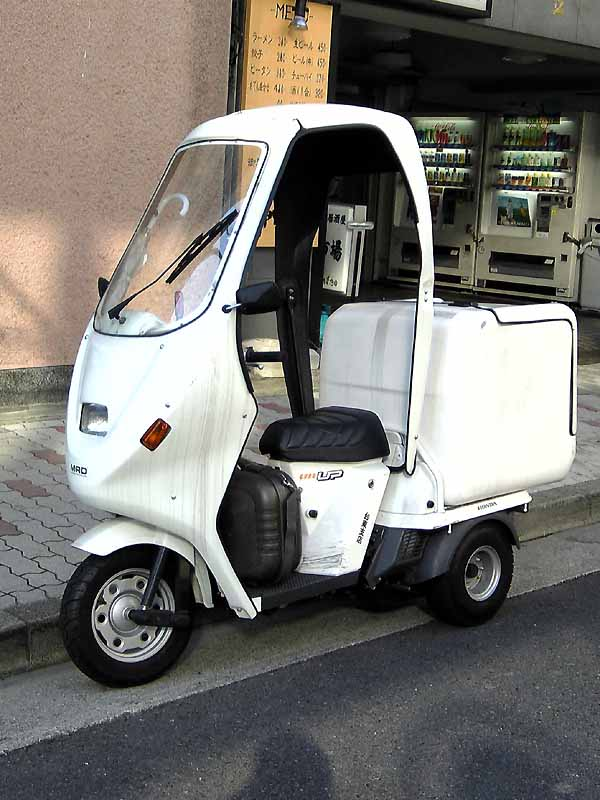
Honda Gyro Up